# Golgota (strip)
Golgota je epizoda Dilan Doga objavljena u svesci br. 126. u izdanju Veselog četvrtka. Sveska je premijerno objavljena u Srbiji 05.12.2017. Koštala je 270 din (2,27 €; 2,65 $). Imala je 94 strane.

## Originalna epizoda
Originalna epizoda pod nazivom La calvaria objavljena je premijerno u br. 335. regularne edicije Dilana Doga u Italiji u izdanju Bonelija. Izašla je 29.07.2014. Epizodu je nacrtao Paolo Martinelo, a scenario napisao Đovani Gvaldoni. Naslovnu stranu nacrtao Anđelo Stano. Koštala je 3,5 €.

## Kratak sadržaj
Dilan ima sina po imenu Džoni. Dilan se trudi da bude dobar otac. Džoni se razboleo od nepoznate bolesti i mora hitno u bolnicu. Dilan daje sve od sebe da mu pomogne i olakša vreme koje treba da provede u Opštoj bolnici. Osim Džonijevog zdravstvenog stanja koje se pogoršava, Dilan se ponovo suočava sa bolničkom birokratijom koja u jednom trenutku ne zna gde se Džoni nalazi. Paralelno sa ovom pričom, epizoda prati sudbinu bračnog para Šor. Supruga Šor uobražava da je imala dete za čiji gubitak okrivljuje svog supruga. Na kraju, da bi mu se osvetila, ona ga ubija.

## Značaj epizode
Epizoda pravi poređenje između teškoća koje čovek ima kada neko umre (gospođa Šor koja je izgubila dete) i kada je živ (Dilanov sin Džoni). Pri kraju epizode Dilan se sreće sa Životom, koji mu objašnjava da je pravo mučenje (golgota) u životu činjenica da je neko živ, a ne mrtav. Suština epizode iskazana je na samom kraju, kada Život tvrdi kako smrt oslobađa ljude njihove zemaljske patnje, a onda zaključuje: “Jer život, Dilane Dog… život ne zna za milost, a ne smrt.”

## Ponavljajuće teme i likovi
U podrumu bolnice, Dilan se ponovo sreće sa čudovištem (str. 44), koje je već ubio u epizodi Između života i smrti (DDZS-14). Borba sa bolničkom birokratijom se kao važna tema pojavljuje u epizodi Mater Morbi (DDVČ-71). Džoni je plod Dilanove mašte, ali ga je Dilan preuzeo od dečaka Džonija s kojm se već sreo u epizodi Johnny the Freak, koja do sada nije objavljena u Srbiji.

## Gvaldoni kao scenarista
Scenario za epizodu je napisao Đovani Gvaldoni, koji je jedno vreme bio glavni urednik serijala Dilan Dog. S tog mesta je smenjen, a kao povod smatra se preterano kopiranje (recikliranje) Sklavijevih tema s početaka serijala, bez namere za unošenjem inovacija u serijal. Ovo je njegov poslednji scenario. Po nekim mišljenjima, verovatno i najbolji koji je napisao.

## Prethodna i naredna epizoda
Prethodna epizoda nosila je naziv Pakleni posao (br. 125), a naredna Gori, veštice... gori (br. 127.)